# KBO 리그 2000경기 출장 선수
KBO 리그에서 개인 통산 첫 2000경기 출장 선수는 우리 히어로즈의 전준호였다. 그는 2008년 6월 7일 첫 2000경기에 출장했다.
현재 2000경기 출장 클럽 가입 선수는 모두 8명이며, 가장 최근에 합류한 선수는 2019년 7월 11일에 2000경기 출장을 기록한 기아타이거즈의 이범호선수이다
| # | 선수   | 소속 팀 | 날짜         | 상대 팀 | 구장 | 시즌 수 | 달성 당시 나이   | 통산 경기수 | 주석 및 기타   |
| - | ------ | ------- | ------------ | ------- | ---- | ------- | ---------------- | ----------- | -------------- |
| 1 | 전준호 | 우리    | 2008. 06. 07 | 한화    | 대전 |         | 39세 3개월 23일  | 2091        |                |
| 2 | 김민재 | 한화    | 2008. 09. 10 | LG      | 잠실 |         | 35세 8개월 7일   | 2111        | 최연소         |
| 3 | 김동수 | 우리    |              | 두산    | 잠실 |         | 39세 10개월 27일 | 2,039       |                |
| 4 | 양준혁 | 삼성    | 2009. 04. 18 | 두산    | 시민 |         | 39세 10개월 23일 | 2135        |                |
| 5 | 박경완 | SK      |              | 두산    | 잠실 |         | 38세 1개월 23일  | 2043        |                |
| 6 | 이숭용 | 넥센    |              | 두산    | 목동 |         | 40세 6개월 6일   | 2001        | 최고령, 단일팀 |
| 7 | 장성호 | 롯데    | 2013. 09. 17 | 넥센    | 사직 |         | 35세 10개월 30일 | 2064        |                |
| 8 | 이범호 | KIA     | 2019. 07. 11 | 삼성    | 대구 |         | 37세7개월 17일   | 2001        |                |

## 같이 보기
- 한국 프로 야구 경기 출장 관련 기록